# Paracladura pirioni
Paracladura pirioni är en tvåvingeart som beskrevs av Alexander 1929. Paracladura pirioni ingår i släktet Paracladura och familjen vintermyggor. Inga underarter finns listade i Catalogue of Life.